# Ingeborg Ottmann
Ingeborg Ottmann (* 1. Februar 1925 in Breslau; † 18. November 2010 in Hamburg) war eine deutsche Schauspielerin.

## Leben
Sie besuchte eine Schauspielschule in Breslau, bevor sie im Jahr 1943 ihren ersten Auftritt in Teschen hatte. Nach dem Zweiten Weltkrieg und der daraus folgenden Vertreibung trat sie in Glauchau und später in Dresden auf. Ab 1955 spielte sie im Ensemble des Städtischen Theaters Leipzig, dem sie bis ins Jahr 1988 angehörte. Danach zog sie nach Hamburg, wo sie zusammen mit ihrem Ehemann, dem Regisseur Dieter Seidel, das Theater N.N. gründete.
Außerdem arbeitete sie seit 1958 als Schauspielerin in verschiedenen DEFA-Produktionen, darunter Filme wie Die Abenteuer des Werner Holt, Entlassen auf Bewährung oder Die gefrorenen Blitze.

## Filmografie (Auswahl)
- 1961: Mord an Rathenau (Fernsehfilm)
- 1963: Nebel
- 1965: Die Abenteuer des Werner Holt
- 1965: Entlassen auf Bewährung
- 1967: Die gefrorenen Blitze
- 1972: Es ist eine alte Geschichte
- 1973: Eva und Adam: Privat nach Vereinbarung
- 1977: Die unverbesserliche Barbara
- 1981: Die Kolonie

## Theater
- 1948: James Gow: Tiefe Wurzeln (Genevra) – Regie: Paul Lewitt (Volksbühne Dresden)
- 1951: Nikolai Pogodin: Das Glockenspiel des Kreml – Regie: Martin Hellberg (Staatstheater Dresden)
- 1951: Boris Djacenko: Dschungel (Kai Wa) – Regie: Paul Lewitt (Staatstheater Dresden)
- 1951: William Shakespeare: Viel Lärm um nichts – Regie: Paul Lewitt (Staatstheater Dresden)
- 1954: Alexander N. Ostrowski: Ohne Schuld schuldig (Frau Krutschinina) – Regie: Karl Görs (Staatstheater Dresden – Kleines Haus)
- 1955: Hans Lucke: Kaution – Regie: Fritz Wendel (Staatstheater Dresden – Kleines Haus)
- 1957: Jean Anouilh: Jeanne oder Die Lerche – Regie: Arthur Jopp (Leipziger Schauspielhaus)

## Hörspiele
- 1963: Rudolf Leonhard: Orpheus – Regie: Renate Thormelen (Rundfunk der DDR)